# 立命館大学政策科学部

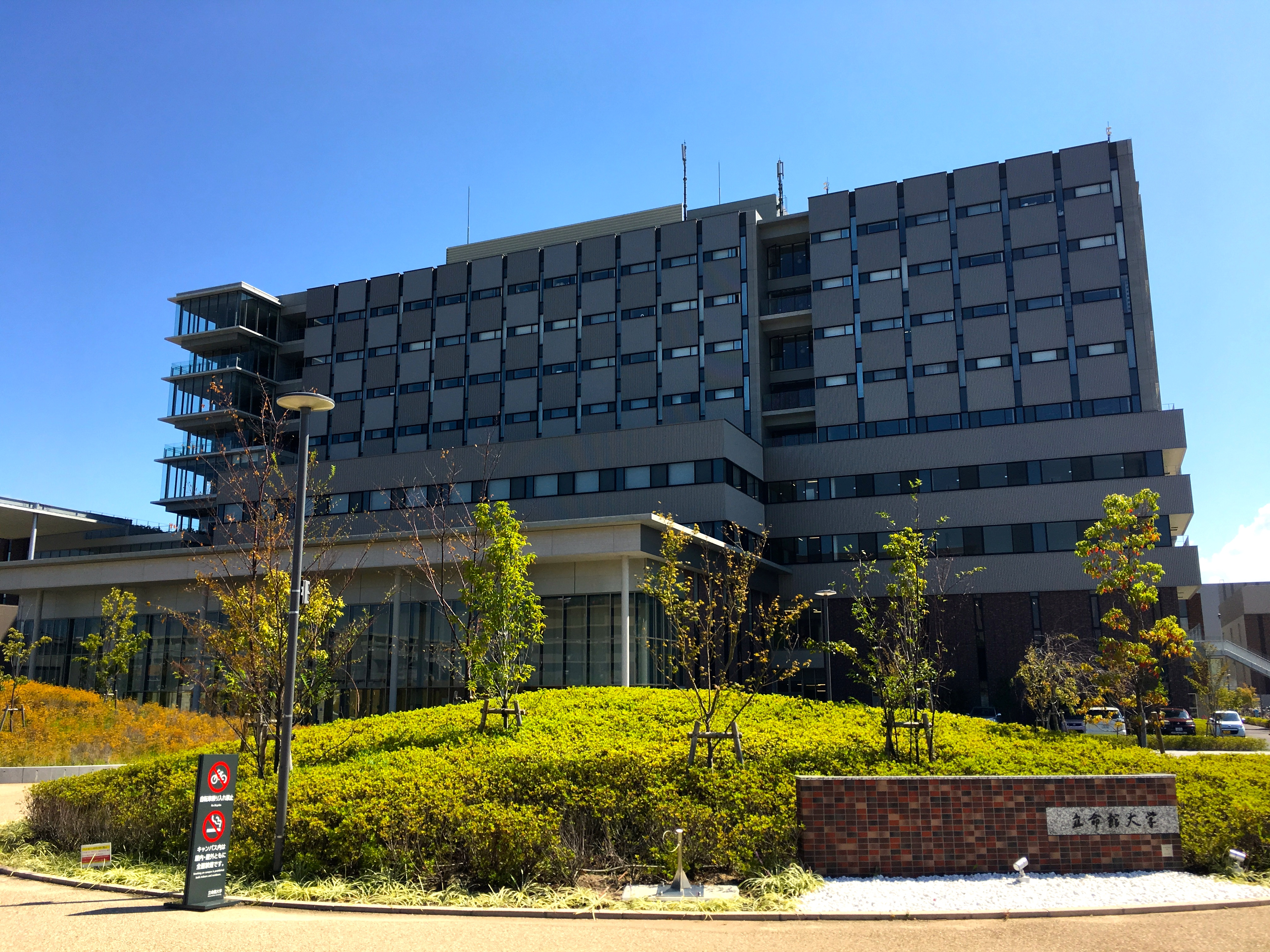
大阪いばらきキャンパスA棟

立命館大学政策科学部（りつめいかんだいがくせいさくかがくぶ、英称:College of Policy Science）は、大阪府茨木市の立命館大学大阪いばらきキャンパス（OIC）に設置されている学部の1つである。また、立命館大学大学院政策科学研究科（りつめいかんだいがくだいがくいん せいさくかがくけんきゅうか）は立命館大学大学院に設置されている研究科の1つである。

## 概要
立命館大学政策科学部は、1994年に衣笠キャンパスに設立された学部である。初代学部長は山口定。2015年大阪いばらきキャンパスに移転。政策科学の教育により、政策実践力と政策構想力の養成を行っている。
政策科学のカリキュラムは、「学術俯瞰科目（MLC）」と「政策科学科目（PLC）」という2つの科目群で構成される。
「学術俯瞰科目（MLC）」では政策科学の学習に必要な基礎となる、外国語科目、教養科目、情報科目、政策科学の入門科目などがある。「政策科学科目（PLC）」では大きく「公共政策系」「環境開発系」「社会マネジメント系」の3つの学系に分かれ、各学系には、それらに関する専門科目が多くある。学生は自分の関心に応じてそれぞれの科目を履修して、系統的・横断的に学んでいく。

## 沿革
- 1994年 衣笠キャンパス（KIC）に政策科学部を設立[2]。
- 2015年 新設の大阪いばらきキャンパス（OIC）に移転[2]。

## 学科
- 政策科学科政策科学専攻[4]
  - 入学・編入学定員410人[4]

## 交通アクセス
大阪いばらきキャンパス
所在地：大阪府茨木市岩倉町2-150
- JR「茨木駅」から、徒歩約5分

- 阪急電鉄「南茨木駅」から、徒歩約10分

- 大阪モノレール「宇野辺駅」から、徒歩約7分

## 著名な出身者

### 政治
- 山下史守朗 - 小牧市長、元愛知県議会議員
- 山本優真 - 泉南市長

### マスコミ
- 小野隆史 - 元日本テレビ放送網プロデューサー
- 有田雅明 - NHKアナウンサー
- 河田直也 - 毎日放送アナウンサー室副部長
- 野口晃一郎 - 元岐阜放送アナウンサー
- 藤井志保 - フリーアナウンサー
- 吉冨千鶴 -名古屋テレビ放送アナウンサー

### 芸能、スポーツ
- 五間岩ゆか - ホリプロチーフマネージャー
- 中川晴樹 - 俳優
- 中谷さとみ - 女優
- 浅野亜希子 - タレント
- 椙田圭輔 - アメリカンフットボール選手、アサヒ飲料チャレンジャーズクォーターバック
- ゆッちゃんｗ（十九人） - お笑い芸人

### 文化
- 西尾維新 - 作家、中退
- 山下泰平 - 作家